# Фёрден-Барль
Фёрден-Барль (нем. Föhrden-Barl) — община в Германии, в земле Шлезвиг-Гольштейн. 
Входит в состав района Зегеберг. Подчиняется управлению Бад Брамштедт-Ланд.  Население составляет 291 человек (на 31 декабря 2010 года). Занимает площадь 9,23 км².